# Sévignacq-Meyracq
Sévignacq-Meyracq település Franciaországban, Pyrénées-Atlantiques megyében. Lakosainak száma 573 fő (2022. január 1.). Sévignacq-Meyracq Arudy, Bescat, Bosdarros, Haut-de-Bosdarros, Louvie-Juzon, Lys, Rébénacq és Sainte-Colome községekkel határos.

## Népesség
A település népessége az elmúlt években az alábbi módon változott:
| Lakosok száma | 572  | 554  | 559  | 538  | 532  | 530  | 544  | 559  | 573  |
|               | 2013 | 2015 | 2016 | 2017 | 2018 | 2019 | 2020 | 2021 | 2022 |